# Vincenzo Pagani
Vincenzo Pagani (ur. 1490 w Monterubbiano, zm. 1568) – malarz włoski, syn artysty Giovanniego Paganiego.
Artysta formował się w warsztacie swego ojca Giovanniego, gdzie wywarło na niego ogromny wpływ malarstwo Carlo Crivelliego i nowoczesne trendy ówczesnej szkoły umbryjskiej. Naśladownictwo Crivelliego widać w pierwszych jego dziełach, np. retabulum z Ortezzano (ok. 1510). W nieco późniejszym retabulum z Corridonii (przechowywany w muzeum parafialnym, ok. 1517) specjaliści zauważają wpływy Singorelliego. Ten ostatni artysta znany był już dzięki swojemu poliptykowi z Arcevii.
W latach 20. XVI wieku malarz wzorował się na szkole weneckiej, znanej głównie z dzieł Antonio Solario, który w tym czasie mieszkał w Fermo. Drugim weneckim artystą tworzącym w Marchii Ankońskiej był Lorenzo Lotto, który pracował w Recanati. Z tego okresu pochodzą następujące dzieła Paganiego: Madonna z czterema świętymi (Moresco) nastawy ołtarzowe z San Ginesio (Muzeum Komunalne, ok. 1533–1538) i Ascoli Piceno (kościół św. Augustyna).
Ostatnim dziełem Paganiego było najprawdopodobniej retabulum dla kościoła San Francesco w Perugii, nazywane Pala Oddi (Galleria Nazionale dell'Umbria, 1553). Artysta współpracował przy jej wykończeniu z Papacello.

## Dzieła
- Zdjęcie z Krzyża, muzeum miejskie, Sarnano
- Pietà, Treia
- Retabulum w Ortezzano (ok. 1510)
- Madonna z Dzieciątkiem, świętymi Piotrem i Franciszkiem, muzeum parafialne, Corridonia
- Madonna z czterema świętymi, Moresco
- Retabulum w San Ginesio, muzeum miejskie (1533-1538)
- Pala Oddi, Galleria Nazionale dell'Umbria, Perugia (1553)
- Madonna św. Jakuba, Kościół pw. Świętych Filipa i Jakuba, Montecassiano (ok. 1545)